# Banca di Cividale
La Banca di Cividale SpA era una banca con sede a Cividale del Friuli (UD).

## Storia
Fondata nel 2000, posseduta (93%) dalla Capogruppo Banca Popolare di Cividale Scpa, a cui dal 2000 al 2003 si era affiancata la Deutsche Bank, sostituita poi (2004) come socio di minoranza (7%) dal Credito Valtellinese.
La banca era presente con 70 filiali (2012) in Friuli-Venezia Giulia e nel Veneto orientale, possedeva partecipazioni in Mediocredito FVG, Dezelna Banka (Slovenia) e BpB di Pristina. Nel 2009 la capogruppo Banca Popolare di Cividale Scpa ha acquisito anche il 51% di NordEst Banca.
Nel 2013 la banca è stata fusa nella Banca Popolare di Cividale.